# Spiridon Georgescu
Spiridon Georgescu (n. 28 decembrie 1887, București, România – d. 1974) a fost un sculptor român.

## Biografie
Spiridon Georgescu s-a născut la 28 decembrie 1887, în București. Părinții săi, Gheorghe și Elena, erau originari din comuna Posești, Prahova. La vârsta de 7 ani, Spiridon a rămas orfan de tată.
După ce a absolvit patru clase primare la Școala Golescu din București, mama sa l-a înscris la „Școala Superioară de Arte și Meserii“, deoarece fostul său director de școală susținea că „avea un talent deosebit la desen“. Cursurile au durat 6 ani, timp în care a avut ca profesori de desen pe sculptorul Ștefan Ionescu-Valbudea și pe Arcangelo Figini.
În 1906 a absolvit școala, la vârsta de 19 ani, și, la sfatul profesorilor săi, în iunie 1907 a plecat în Italia pentru perfecționare. După numai 6 luni, rămas fără bani, s-a întors acasă, unde a început să lucreze întâi sculptură în lemn și apoi modelaj în gips.
La 1 august 1911 a plecat din nou în Italia, unde s-a înscris la Academia de Belle-Arte din Carrara. Aici, timp de un an - în anul școlar 1911-1912 - la clasa profesorului sculptor Augusto Polina a învățat modelajul, desenul ca bază a sculpturii, atât în cadrul Academiei, cât și în atelierul profesorului. După absolvirea primului an, s-a înscris la Institutul Superior de Belle-Arte din Roma, unde timp de 2 ani a studiat în atelierul profesorului sculptor Cesaro Aureli, unde s-a perfecționat în special în arta modelajului. A promovat în iunie 1914, cu rezultate deosebite, și a revenit la București. Intenția de a se întoarce în Italia i-a fost zădărnicită de izbucnirea Primului Război Mondial.
În vara anului 1915, arhitectul Nicolae Nenciulescu, care realiza atunci Teatrul de vară - cinema Alhambra - i-a încredințat lui Spiridon Georgescu executarea celor două cariatide din dreapta și din stânga scenei. Deși au fost modelate din gips, la peste 80 de ani de la realizare, cariatidele executate ireproșabil de Spiridon Georgescu încadrează și în prezent scena fostului teatru Alhambra.
În vara anului 1916 a fost încorporat, rămânând în armată până în 1918, perioadă în care a făcut schițe cu scene din război. Pe baza lor, a realizat peste 25 de lucrări în gips patinat, pe care le-a prezentat în cadrul unei expoziții personale deschise la 1 aprilie 1919 la Ateneul din București. Majoritatea lucrărilor aveau subiecte de război, ca de exemplu „Gornistul”, „În timpul armistițiului“, „Lupta corp la corp“, „Avântul“, alegoria „Războiul“, „Capturarea unui tun inamic“, „Ștafete“, „Spre tranșee“, „Cruce roșie“, „Pe câmpul de luptă“, „Reflecții după luptă“.

Monumentul Eroilor Regimentului 21 Infanterie, 1923

A participat la Expoziția Națională a Armatei, din august 1919, cu lucrările „Avântul“ și grupul „Capturarea unui tun“. În primăvara anului 1921, la invitația lui Carol Storck, care era președintele 'Societății „Cercul Artistic“ din București, sculptorul Spiridon Georgescu a expus lucrările cu caracter social „Parfumul“, „Internaționala“ și „În repaus“. Impresionat de lucrări, Comandantul Regimentului 21 Infanterie București - care vizitase expoziția - i-a propus comandarea unei lucrări monumentale în memoria eroilor din acest regiment. Sculptorul a prezentat macheta acestui monument la 2 iulie 1922. Dar pentru turnarea ei mai întâi în gips și apoi în bronz, era necesar avizul Ministerului Artelor. În acest scop, trei zile mai târziu, din partea acestui minister s-a prezent sculptorul Dimitrie Paciurea, care a elogiat modul în care a fost realizat monumentul. Monumentul Eroilor Regimentului 21 Infanterie, reprezentând un ostaș având într-o mână steagul desfășurat, iar în cealaltă arma cu baioneta în sus, a fost inaugurat cu mult fast în ziua de 9 ianuarie 1923. (În clădirea regimentului se află acum Muzeul Militar Național).

Monumentul Infanteristului, 1930

Macheta soldatului ce înfățișează „Avântul” a fost refolosită pentru „Monumentul Infanteristului“, statuie realizată de sculptor în 1930 și amplasată în scuarul de lângă Podul Cotroceni. Statuia reprezintă un soldat în poziție de luptă, ținând cu ambele mâini pușca și pregătindu-se să lovească cu patul ei. Pe soclul din piatră este fixată o placă de bronz cu o sabie pe ea, iar pe sabie un vultur cu ciocul deschis și aripile întinse, gata să se repeadă înainte. Pe placa soclului era gravată inscripția: „Eroilor căzuți în luptele de la Mărășești 1916-1918", dar în prezent se mai văd doar două găuri în piatră, unde se aflau șuruburile de fixare. "Întreprinzători privați" au valorificat bronzul la vreun centru de reciclare a metalelor.
Monumentul a fost închinat jertfei eroilor din Regimentul 9 Vânători de Gardă „Regele Alexandru al Iugoslaviei“ care s-au acoperit de glorie în Primul Război Mondial în luptele de la Bazargic, Amzacea, Letca Nouă și Mărășești. Monumentul a fost construit la inițiativa generalului Gabriel Marinescu, pe timpul cât s-a aflat la comanda acestui regiment, din solda sa și a militarilor din subordine.
Monumentul Infanteristului a fost dezvelit cu fast în prezența regelui Carol al II-lea al României în 22 mai 1931.
În aceeași perioadă, sculptorul a mai realizat monumente dedicate cinstirii memoriei eroilor din primul război mondial în localitățile: Dorohoi, Găiceana, Alexandria etc., precum și alte lucrări în Lugoj, Govora, Fundulea, Tămădău, Lehliu, Valea Voievozilor, Botoșani, Făgăraș, dar și lucrări statuare și busturi funerare în cimitire din București etc.
În lunile iunie-iulie 1963, în Parcul Herăstrău a fost organizată o expoziție retrospectivă, cu peste 100 de lucrări ale artistului.

## Opera
Între cele mai cunoscute lucrări ale sale se numără:
- Monumentul Unirii din Cernăuți, care a fost dezvelit în ziua de 11 noiembrie 1924, a fost opera comună a mai multor artiști, proiectul fiind conceput de sculptorul Teodor Burcă. Elementul central al monumentului reprezenta chipul în bronz al unui soldat român având în față o fată în genunchi - Bucovina recunoscătoare[7]. Sculptorul Spiridon Georgescu a lucrat pentru acest monument un zimbru de bronz, care strivea cu copita vulturul bicefal austriac[8]. Monumentul gândit să transmită generațiilor viitoare simbolul împlinirii aspirațiilor naționale nu a rezistat în fața tancurilor sovietice ce au cotropit nordul Bucovinei în iunie 1940. Un an mai târziu, la 23 august 1941, administrația românească revenită la Cernăuți a reamplasat pe vechiul soclu alegoria Unirii, singurul element care a fost găsit din întreg complexul monumental. După reocuparea ținutului de către Armata Roșie în martie 1944, monumentul a fost din nou demolat[9]. Din monument s-a mai păstrat doar zimbrul Moldovei, care strivește vulturul austriac[10].
- Ostașul român în atac", din Dorohoi. Statuia a fost dezvelită la 6 iunie 1926 în piața din fața primăriei. Monumentul a fost ridicat din inițiativa colonelului Demir Sion, comandantul garnizoanei Dorohoi, pentru eternizarea memoriei eroilor din Primul Război Mondial.  La ceremonia de dezvelire a statuii, a participat și o delegație din Basarabia, condusă de Calinic Istrati[11][12]

Monumentul Eroilor din Arma Geniului, 1929

- Monumentul Eroilor din Arma Geniului (zisă și Statuia geniului „Leul” sau, simplu "Leul"), inaugurată la 29 iunie 1929, este cea mai reprezentativă lucrare a sculptorului Spiridon Georgescu
- Bustul generalului Ioan Dragalina, Municipiul Lugoj, dezvelit în 1932, în piața „Ioan Dragalina“, din inițiativa generalului Apostolescu. Pe fețele soclului sunt montate două basoreliefuri de bronz: 1) Ioan Dragalina rănit continuând să dea ordine; 2) Scenă din timpul unui atac. În 1936 se revine prin Societatea „Cultul Eroilor” pentru plasarea monumentului realizat de Spiridon Georgescu și arhitectul E I. Procop pe locul unde fusese monumentul împăratului Francisc Iosif I, din 1907 și îndepărtat la 1919.[13]. Bustul de bronz este inclus pe Lista monumentelor istorice din județul Timiș cu codul  TM-III-m-B-06322[14].
- Monumentul Eroilor Neamului din războiul pentru întregire 1916-1918 din Tudora, județul Botoșani, ridicat prin preocuparea cooperativei forestiere "Stejarul" în 1933. Statuia în bronz, înaltă de 2 m, care reda un ostaș lovind inamicul cu patul puștii, era montată pe un piedestal de 4 m. În timpul celui de-al Doilea Război Mondial, "aliații" germani, cantonați în localitate, au procedat la îndepărtarea componentelor care redau luptele duse de ostașii români împotriva inamicului[15]. Raportul Prefecturii jud. Botoșani către M.A.I., Direcția Administrației de Stat cu nr. 30016, din 27 noiembrie 1941 menționa că în comuna Tudora erau 4 plăci (120 kg. bronz) scoase de armata germană de pe monumentul Eroilor, ne mai fiind de actualitate, întrucât reprezentau soldați români în luptă cu cei germani în primul război mondial. Se solicitau îndrumări pentru ca respectivul bronz să parvină armatei române[16].
- Monumentul eroilor din războiul pentru întregirea neamului, din Alexandria. A fost ridicat în 1934. După restaurare, a fost reamplasat în fața Palatului Administrativ[17].

Bust al Doamnei Stanca, în fața Cetății din Făgăraș, sculptură de Spiridon Georgescu (1938)

- Bustul Doamnei Stanca, din Făgăraș, ridicat în anul 1938, la propunerea lui Nicolae Iorga, prin «Gruparea Femeilor Române» filiala Făgăraș. Pe soclul monumentului este scris: Aici a suferit toate umilințele și amenințările, pentru că a cerut dreptate neamului său, chinuită și apoi veșnic nemângâiata soție a lui Mihai Viteazul, Doamna Stanca[18].
- Bustul lui Marx[19].
- Mausoleul eroilor români, ruși și germani de la Mărăști, județul Vrancea Este situat în satul Mărăști, comuna Răcoasa. Mausoleul a fost ridicat pe locul unde s-a dat bătălia din 9-17 iulie 1917 și face parte, alături de alte obiective istorice, din Câmpul istoric de la Mărăști (satul Mărăști a fost distrus în întregime în timpul luptelor și refăcut după război). Mausoleul este înscris în Lista Monumentelor Istorice la poziția  VN-IV-m-A-06632. Accesul în parc se face prin două porți simetrice, pe stâlpii cărora străjuiesc doi vulturi uriași cu aripile întinse, opera sculptorului Spiridon Georgescu[20].
- Pudoare. La Geoagiu-Băi se găsește o frumoasă sculptură din bronz, numită Pudoare, reprezentând, în mărime naturală, o femeie goală ce-și acoperă cu o mână fața și cu cealaltă zona pubiană, ca și cum ar fi rușinată de ipostaza în care a fost surprinsă. Statuia nu are un soclu mare, fiind expusă la nivelul solului. Pe soclul ei se vede semnătura artistului: Sp. Georgescu 1943. Statuia se află în incinta ștrandului de băi termale, după intrare, imediat, în fața bazinului acoperit.

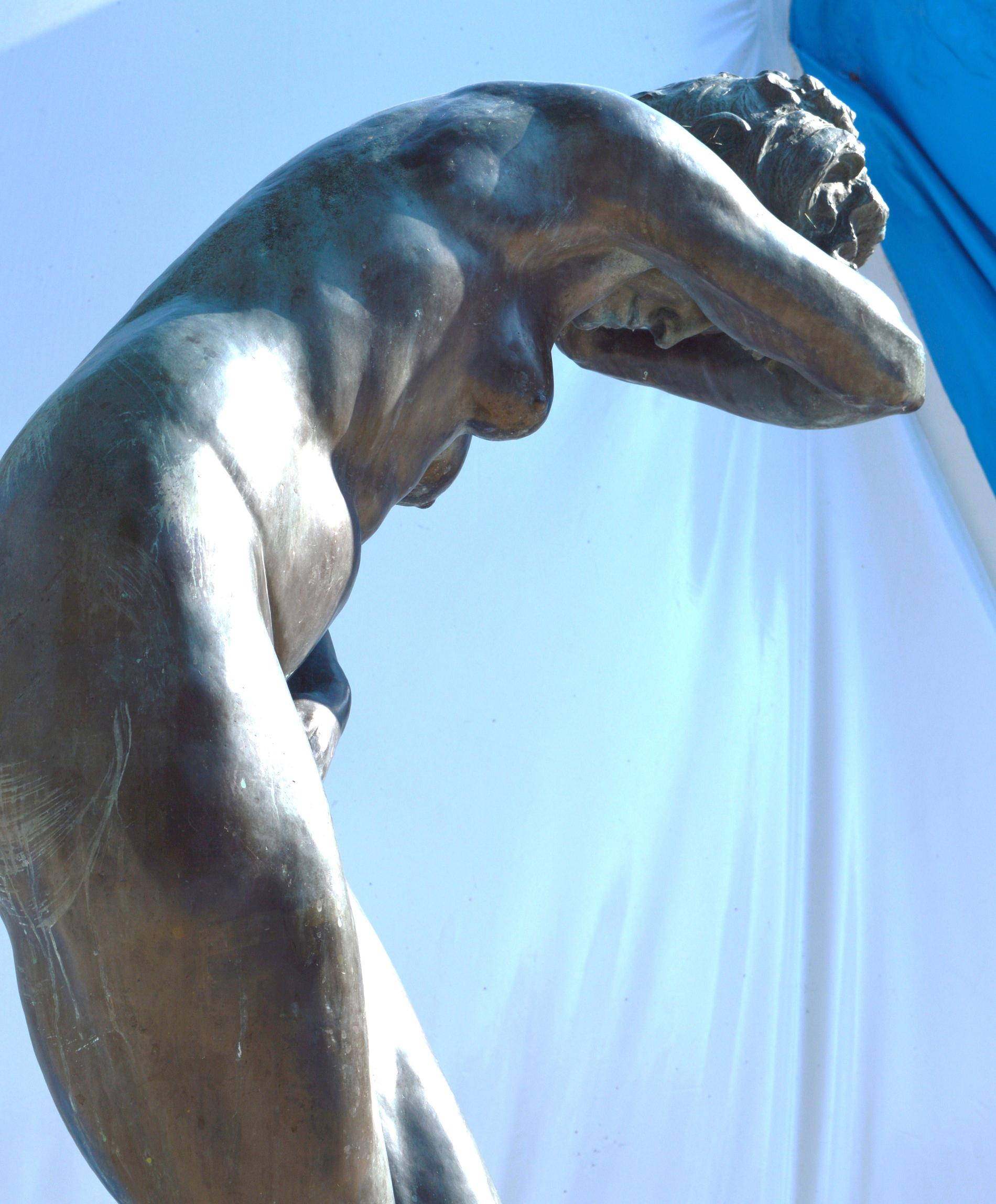
Femeie goală, bronz, 1943, intitulată Pudoare, expusă la Geoagiu-Băi
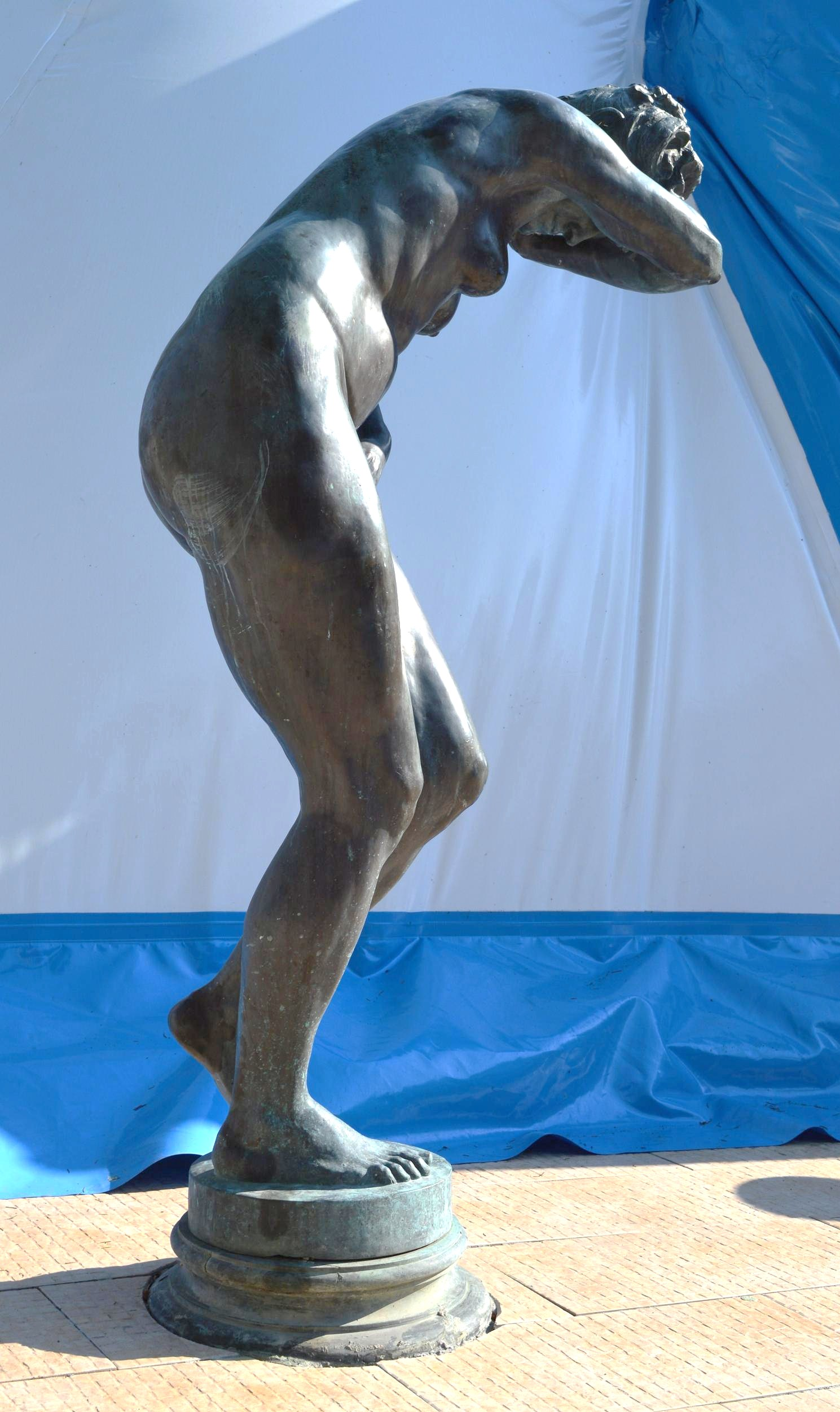
Femeie goală, bronz, vedere stînga
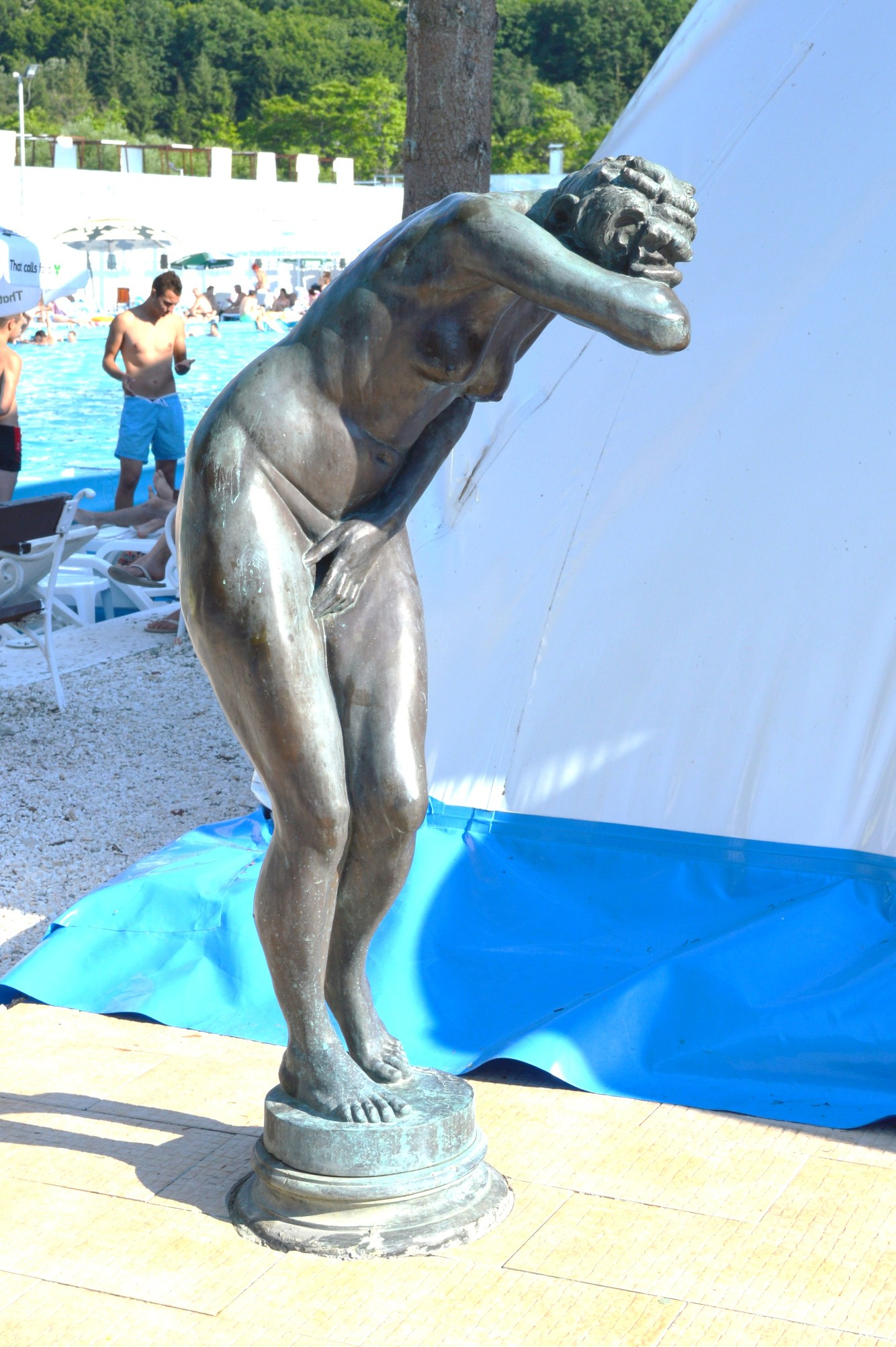
Femeie goală, bronz, vedere stînga-față
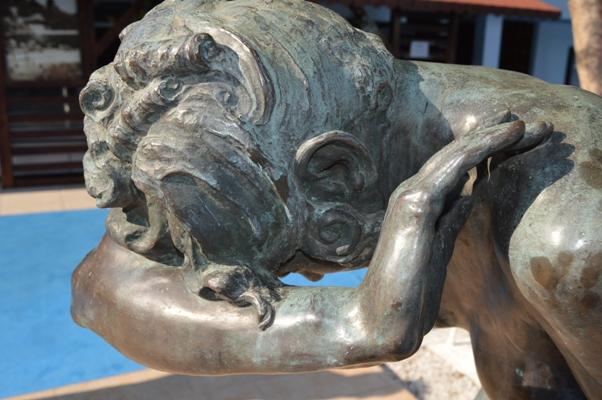
Cap, femeie goală, bronz, vedere stînga-sus
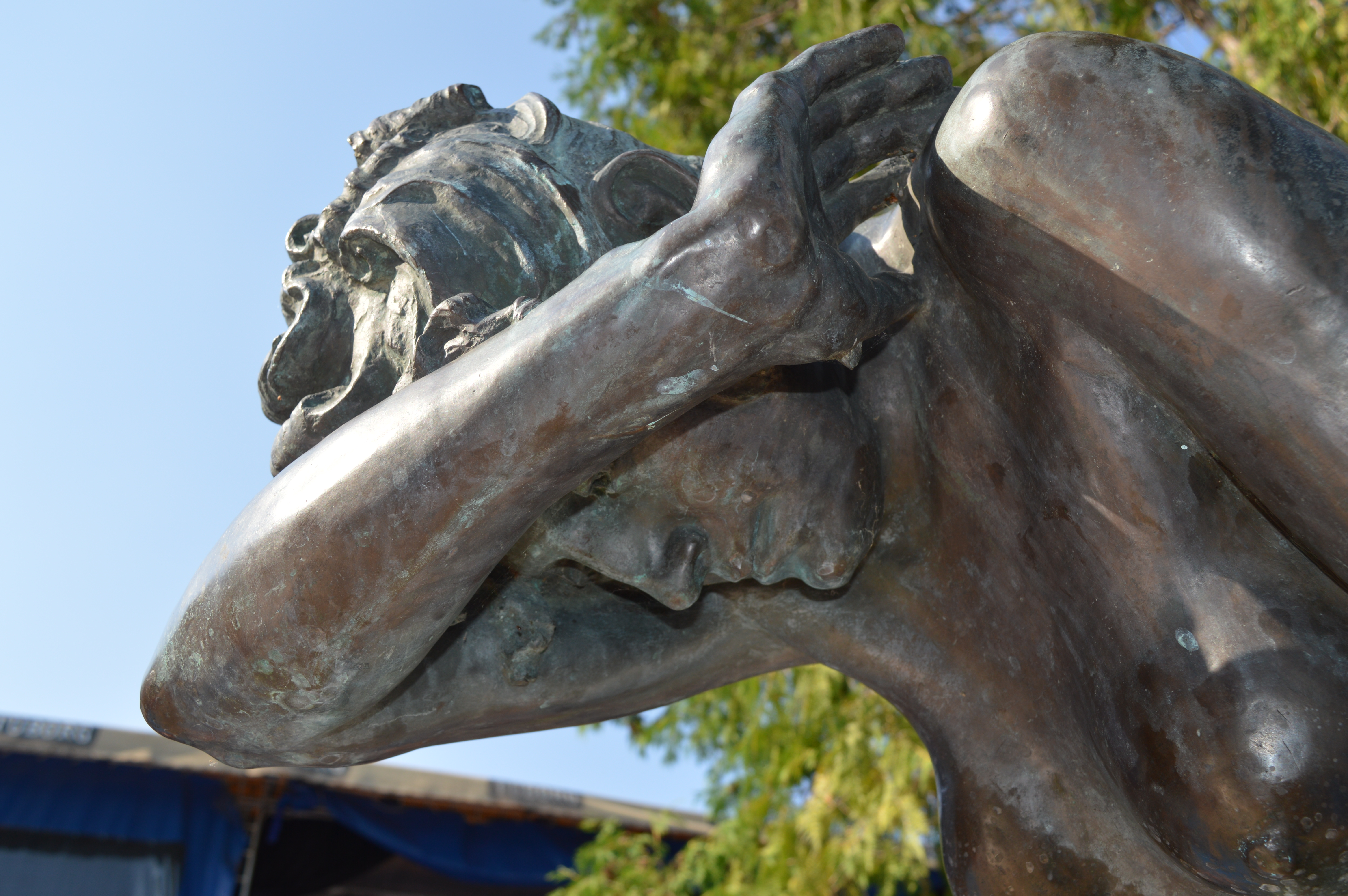
Cap, femeie goală, bronz, vedere stînga-jos
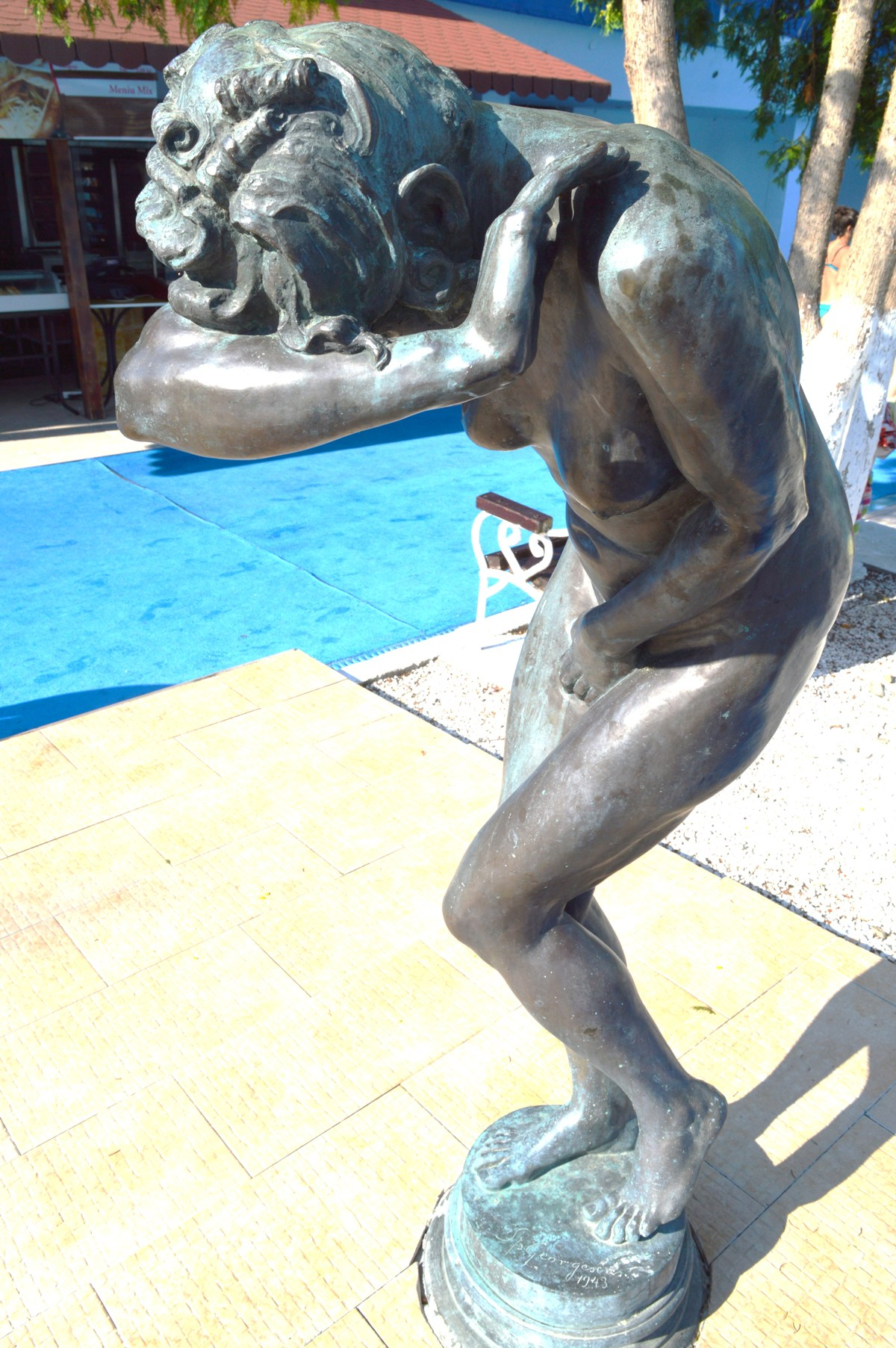
Femeie goală, bronz, vedere stînga-sus
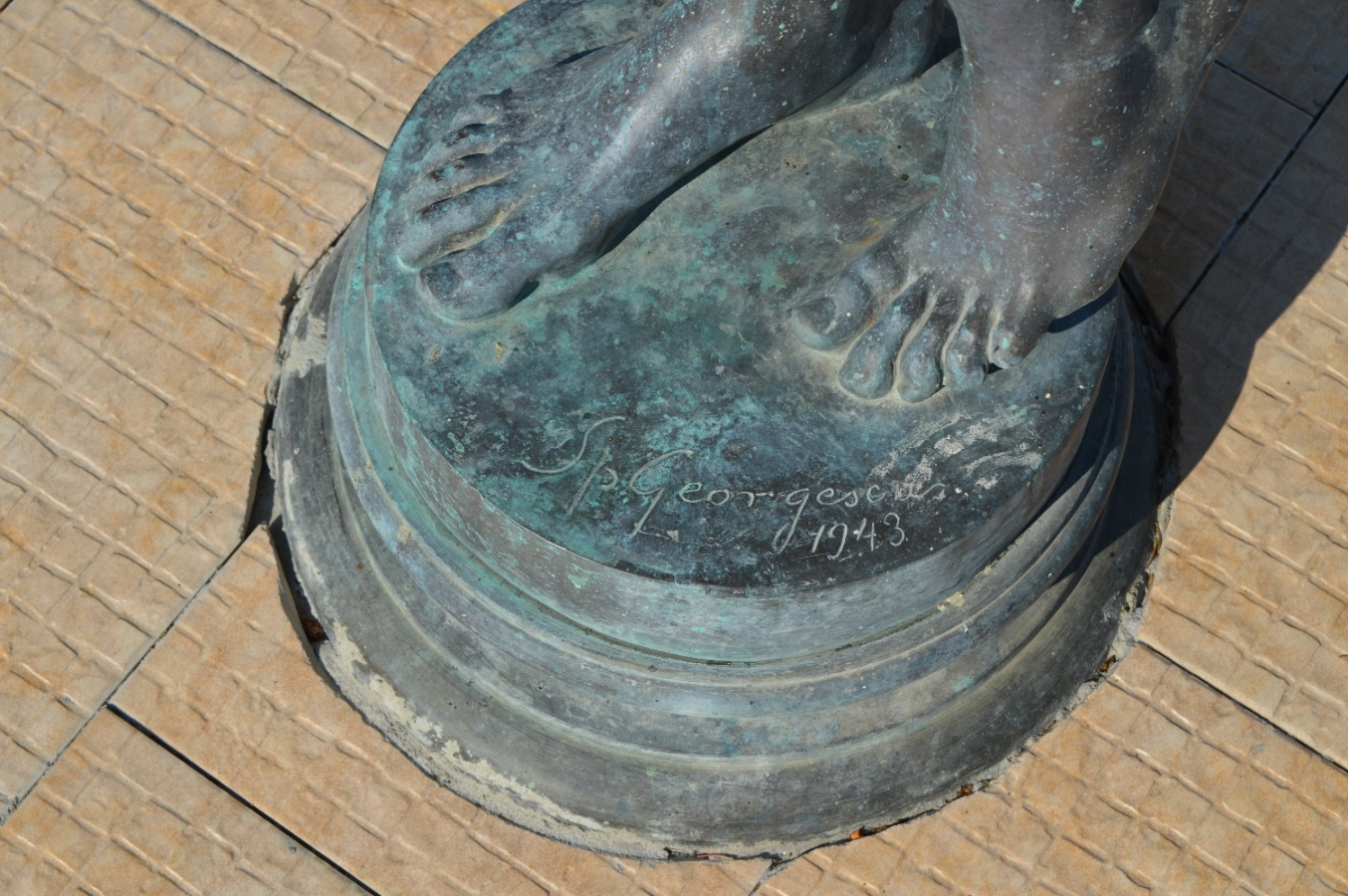
Femeie goală, bronz, vedere soclu